# Clã Azai
O clã Azai (浅井氏, Azai-shi) foi uma linhagem de daimyo do Período Sengoku na Província de Ōmi (atual prefeitura de Shiga). O clã Azai, junto com o clã Asakura, enfrentou Oda Nobunaga no final do século XVI, sendo derrotados na Batalha de Anegawa em 1570, e todos eliminados, menos os já derrotados quando o castelo de Odani fora conquistado três anos antes.

## Membros notáveis
- Azai Sukemasa – Construiu o castelo de Odani em 1516
- Azai Hisamasa – Filho de Sukemasa, foi derrotado pelo clã Sasaki
- Azai Nagamasa – Filho de Hisamasa, entrou em conflito com Oda Nobunaga e o enfrentou, aliando-se ao clã Asakura e aos monges do Monte Hiei; ele foi derrotado e forçado a cometer suicídio por Nobunaga em 1573. Ele era casado com a irmã de Nobunaga, Oichi. Suas filhas incluíam Yodo-Dono (segunda esposa de Toyotomi Hideyoshi e mãe de Toyotomi Hideyori) e Oeyo (esposa de Tokugawa Hidetada e mãe do terceiro xogun Tokugawa, Iemitsu).